# کلاندایک (ایندیانا)
کلاندایک (به انگلیسی: Klondyke) یک منطقهٔ مسکونی در ایالات متحده آمریکا است که در شهرستان ورمیلیون، ایندیانا واقع شده‌است. کلاندایک ۱۸۳ متر بالاتر از سطح دریا واقع شده‌است.